# Antonio Valdés Cuevas
Antonio Valdés Cuevas fue un comerciante y político liberal chileno. Nació en Santiago, en 1852. Falleció en aguas francesas, el 10 de agosto de 1920. Hijo de Francisco de Borja Valdés Aldunate y doña Alejandra Cuevas Avaria. Se casó con Florencia Pérez Florez y en segundas nupcias con Juana Weber.

## Actividades Profesionales
Estudió Matemáticas en la Universidad de Chile, pero los abandonó para dedicarse a los negocios comerciales e industriales, en el ámbito minero, industrial y agrícola.
Se radicó en Iquique, donde fue uno de los promotores de importantes negocios. Sin abandonar sus intereses mineros, dedicó parte de sus esfuerzos a la agricultura en su propiedad, San Juan de Chena.

## Actividades políticas
Alcalde de la Municipalidad de Iquique (1887-1890), cuyo paso quedó marcado por obras de progreso para la ciudad. Desde entonces lo atrajo la político y se afilió al Partido Liberal.
Diputado por Chillán (1882-1885), formó parte de la comisión permanente de Hacienda e Industria. Reelegido Diputado, esta vez por Tarapacá y Pisagua en dos períodos consecutivos (1885-1888 y 1888-1891). Integró la comisión permanente de Educación y Beneficencia.
Senador por la provincia de Concepción (1897-1903), se incorporó a la comisión permanente de Industria y Obras Públicas.
Consejero de Estado, elegido por el Senado (1889).
Ministro del Interior (1897-1898).
Consejero de Estado, elegido por la Cámara de Diputados (1912)
Fue director y presidente de varias instituciones industriales y mineras. En 1919 fue presidente de la Compañía Minera de Tocopilla. 
El 9 de julio de 1919 fue nombrado consultor técnico de la Legación de Chile en Londres y emprendió viaje en julio de 1920; sin embargo no alcanzó a ocupar el cargo, porque falleció de una bronconeumonía, a bordo del barco, en aguas francesas, el 18 de agosto de 1920.

## Propiedades
En Maipú existen los restos de la Casona Valdés y huellas de lo que en algún momento fue el fundo San Juan de Chena.
La Casona Valdés ahora es parte del MidMall Outlet Maipú siendo usada para eventos de ofertas en algunas ocasiones ha sido restaurada por la administración del Mall en una ocasión pero su entrada se encuentra cerrada para el público general, según el personal de la Seguridad privada del Mall dice escuchar lamentos, sollozos y pasos dentro de la casona por la noche esto se volvió tan popular que hubo avisos publicitarios invitando a las personas a visitar la casona para hacer un recorrido tenebroso y convirtiéndola en una Casita del terror pero no hubo ningún evento similar registrado.
El fundo San Juan de Chena fueron unos campos de agricultura los cuales eran administrados por las más de 30 familias que vivían en la misma casona en estos se cultivaban principalmente espárragos, cebollas y trigo, estas familias también se dedicaban a la confección de prendas, gracias a esto la casona y el fundo se convirtieron en un centro de agricultura dentro del sector, actualmente solo quedan los surcos donde las personas cultivaban, aunque sea poco es sorprendente que algo que se mantuvo por tantos años siga hoy en día siendo parte de la historia del antiguo fundo.